# Castle Clinton
Castle Clinton, Fort Clinton o Castle Garden è un'ex installazione militare statunitense che si trova a Battery Park all'estremità meridionale del borough newyorkese di Manhattan.
Costruito all'inizio del XIX secolo come opera difensiva, tra il 1855 e il 1890 servì come centro di smistamento per l'immigrazione fino al trasferimento di dette funzioni all'analoga struttura istituita a Ellis Island.
In seguito fu utilizzato come biergarten, luogo pubblico per eventi, teatro e acquario.
Dal 1966 figura nel registro nazionale dei luoghi storici degli Stati Uniti.

## Storia
Il forte prende il nome da De Witt Clinton, sindaco di New York, che, tra il 1808 e il 1811, rinforzò le difese della baia.
Nel 1823 il forte fu ribattezzato Castle Garden.
Il centro di smistamento per immigrati di Castle Garden divenne operativo nel 1847 creato per far fronte alla prima grande ondata immigratoria di massa rappresentata da centinaia di migliaia di irlandesi sfuggiti alla grande carestia che si era abbattuta sul loro paese sconvolto dalla malattia delle patate
.
La stazione fu in funzione fino al 1890, anno in cui l'amministrazione federale, sotto pressione di una seconda e più imponente ondata immigratoria proveniente da tutti gli stati d'Europa, decise di aprirne una più funzionale rispetto alla nuova situazione verificatasi, appunto quella di Ellis Island.